# Grand Prix Júnior de Patinação Artística no Gelo na Espanha
O Grand Prix Júnior de Patinação Artística no Gelo na Espanha (muitas vezes intitulado: Madrid Cup) é uma competição internacional de patinação artística no gelo de nível júnior. A competição é organizada pela União Internacional de Patinação (ISU), e disputada no outono, em alguns anos, como parte do Grand Prix Júnior de Patinação Artística no Gelo.

## Edições
| Ano        | Edição               | Cidade sede          | Júnior               | Júnior               | Júnior               | Júnior               | Ref                  |
| Ano        | Edição               | Cidade sede          | M                    | F                    | P                    | D                    | Ref                  |
| ---------- | -------------------- | -------------------- | -------------------- | -------------------- | -------------------- | -------------------- | -------------------- |
| 2008       | 1.ª                  | Madrid               | •                    | •                    | –                    | •                    | [ 1 ]                |
| 2009– 2013 | Não houve competição | Não houve competição | Não houve competição | Não houve competição | Não houve competição | Não houve competição | Não houve competição |
| 2014       | Final                | Barcelona            | •                    | •                    | •                    | •                    | [ 2 ]                |
| 2015       | 2.ª                  | Logroño              | •                    | •                    | –                    | •                    | [ 3 ]                |
| 2015       | Final                | Barcelona            | •                    | •                    | •                    | •                    | [ 4 ]                |

Legenda
- Final do Grand Prix ISU Júnior
- –  Evento não disputado neste ano

## Lista de medalhistas

### Individual masculino
| Evento                    | Ouro                                 | Prata                    | Bronze                    |
| Madrid 2008 (detalhes)    | Armin Mahbanoozadeh · Estados Unidos | Artur Gachinski · Rússia | Tatsuki Machida · Japão   |
| 2009–2013                 | Não houve competição                 | Não houve competição     | Não houve competição      |
| Barcelona 2014 (detalhes) | Shoma Uno · Japão                    | Sota Yamamoto · Japão    | Alexander Petrov · Rússia |
| Logroño 2015 (detalhes)   | Nathan Chen · Estados Unidos         | Daniel Samohin · Israel  | Zhang He · China          |
| Barcelona 2015 (detalhes) | Nathan Chen · Estados Unidos         | Dmitri Aliev · Rússia    | Sota Yamamoto · Japão     |

### Individual feminino
| Evento                    | Ouro                                | Prata                            | Bronze                  |
| Madrid 2008 (detalhes)    | Kristine Musademba · Estados Unidos | Becky Bereswill · Estados Unidos | Kanako Murakami · Japão |
| 2009–2013                 | Não houve competição                | Não houve competição             | Não houve competição    |
| Barcelona 2014 (detalhes) | Evgenia Medvedeva · Rússia          | Serafima Sakhanovich · Rússia    | Wakaba Higuchi · Japão  |
| Logroño 2015 (detalhes)   | Yuna Shiraiwa · Japão               | Alisa Fedichkina · Rússia        | Yura Matsuda · Japão    |
| Barcelona 2015 (detalhes) | Polina Tsurskaya · Rússia           | Maria Sotskova · Rússia          | Marin Honda · Japão     |

### Duplas
| Evento                    | Ouro                                                   | Prata                                                  | Bronze                                                 |
| 2008–2013                 | Não houve competição; 2008 não houve disputa de duplas | Não houve competição; 2008 não houve disputa de duplas | Não houve competição; 2008 não houve disputa de duplas |
| Barcelona 2014 (detalhes) | Julianne Séguin · Charlie Bilodeau · Canadá            | Lina Fedorova · Maxim Miroshkin · Rússia               | Maria Vigalova · Egor Zakroev · Rússia                 |
| Logroño 2015              | Não houve disputa de duplas                            | Não houve disputa de duplas                            | Não houve disputa de duplas                            |
| Barcelona 2015 (detalhes) | Ekaterina Borisova · Dmitry Sopot · Rússia             | Anna Dušková · Martin Bidař · República Tcheca         | Amina Atakhanova · Ilia Spiridonov · Rússia            |

### Dança no gelo
| Evento                    | Ouro                                                 | Prata                                            | Bronze                                             |
| Madrid 2008 (detalhes)    | Ekaterina Riazanova · Jonathan Guerreiro · Rússia    | Maia Shibutani · Alex Shibutani · Estados Unidos | Anastasia Vykhodtseva · Alexei Shumski · Ucrânia   |
| 2009–2013                 | Não houve competição                                 | Não houve competição                             | Não houve competição                               |
| Barcelona 2014 (detalhes) | Anna Yanovskaya · Sergey Mozgov · Rússia             | Alla Loboda · Pavel Drozd · Rússia               | Betina Popova · Yuri Vlasenko · Rússia             |
| Logroño 2015 (detalhes)   | Marie-Jade Lauriault · Romain Le Gac · França        | Betina Popova · Yuri Vlasenko · Rússia           | Elliana Pogrebinsky · Alex Benoit · Estados Unidos |
| Barcelona 2015 (detalhes) | Lorraine McNamara · Quinn Carpenter · Estados Unidos | Alla Loboda · Pavel Drozd · Rússia               | Rachel Parsons · Michael Parsons · Estados Unidos  |